# Láncreakció
A láncreakció általánosan események, folyamatok gyors egymásutániságát jelenti, amiben egyetlen esemény sok egyéb, általában a kiváltó okhoz hasonló eseményt indít el.
Láncreakció bekövetkezhet a természetben, a társadalomban, az atommagok bomlásában (nukleáris láncreakció), de a lelki életben is.
A láncreakciót egy ok váltja ki, amely katalizátorként (iniciátorként) viselkedve elindítja a folyamatokat, és több lépcsőben létrehoz egy új állapotot.
A láncreakció egyik szemléletes, sarkított példája a „pillangóeffektus”, amely a determinisztikus káosz megnyilvánulási formája. Eszerint, ha például az Amazonas őserdejében egy pillangó a korábbi szokásától eltérően nem kettőt, hanem hármat legyint a szárnyaival, ennek következménye később akár egy tornádó is lehet Florida félszigetén.